# Calipatria
Calipatria es una ciudad ubicada en el condado de Imperial, California, Estados Unidos. Según el censo de 2020, tiene una población de 6515 habitantes, incluyendo casi 3000 internos en la Prisión Estatal de Calipatria. Es parte del área metropolitana de la ciudad de El Centro.
Está ubicada a lo largo de la Ruta Estatal de California 111.
Su nombre proviene de una mezcla de palabras entre el nombre del estado (California) y el término español patria.

## Geografía
La localidad está ubicada en las coordenadas 33°10′8″N 115°29′8″O / 33.16889, -115.48556 (33.168805, -115.485669). Según la Oficina del Censo, la ciudad tiene un área total de 9.58 km², correspondientes en su totalidad a tierra firme.
Situada a 167 pies (51 m) bajo el nivel del mar, Calipatria es la ciudad más profunda en el Hemisferio Occidental. La ciudad también afirma tener el «poste de bandera más alto del mundo» a una altura de 184 pies (56,1 m), construido para que la bandera estadounidense siempre esté sobre el nivel del mar.

## Demografía
Según la Oficina del Censo en 2000, los ingresos medios por hogar en la localidad eran de $30,962 y los ingresos medios por familia eran de $31,302. Los hombres tenían unos ingresos medios de $31,350 frente a los $20,063 para las mujeres. La renta per cápita para la localidad era de $13,970. Alrededor del 24.2% de la población estaban por debajo del umbral de pobreza.
De acuerdo con la estimación 2015-2019 de la Oficina del Censo, los ingresos medios por hogar en la localidad son de $36,883 y los ingresos medios por familia son de $37,025. La renta per cápita para la localidad en los últimos doce meses, medida en dólares de 2019, es de $6,512. El 33.3% de la población está en situación de pobreza.
Según el censo de 2020, el 76.13% de la población es de origen hispano o latino.

## Ciudades hermanadas
- Brawley, California.